# Mexicali Rose
Mexicali Rose, también conocida como Rosa de Mexicali o La rosa de Mexicali, es una canción del compositor y político estadounidense Jack B. Tenney, con letra atribuida a Helen Stone, compuesta en Mexicali a inicios de la década de los veinte, y registrada en 1923. Ha sido interpretada por muchos cantantes y músicos de varias nacionalidades, pero principalmente estadounidenses, entre los que destacan: Bing Crosby, Gene Autry y Jerry Lee Lewis. También existen versiones en donde sólo se ejecuta la melodía, como en los casos de las versiones de Billy Vaughn o de Mantovani.

## Historia
Jack Tenney llega a Mexicali al bar "El Nuevo Tecolote" en 1921, contratado como pianista, sin embargo, poco tiempo después deja el trabajo en este club nocturno y empieza a trabajar en el "Cabaré Imperial" o "Cantina Imperial" y fue ahí donde escribió una melodía que en un inicio llamó "El Vals" y que posteriormente recibió el nombre de "Mexicali Rose"
Se le atribuye a Helen Stone la letra de la melodía y en 1923 queda registrada en Los Ángeles, la partitura y letra de este vals y balada; también en 1923 existe el registro de una grabación de la compañía Victor, hecha en Nueva York, ejecutada por la "International Novelty Orchestra". La melodía fue aumentando su popularidad en Estados Unidos, al grado que la melodía y el nombre de esta, fueron utilizados en una película de 1929, bajo la dirección de Erle C. Kenton. La canción fue grabada por Bing Crosby en 1938, lo cual aumentó aún más la popularidad de la pieza musical. En 1939 se estrena otra película con el mismo título, dirigida por George Sherman y protagonizada por Gene Autry, Luana Walters, Smiley Burnette y Noah Beery en los protagónicos.
Existe la versión de que Tenney compuso la letra de esta canción, que atribuyó luego a Helen Stone, como una velada dedicatoria a una joven que trabajaba en algún bar de la localidad. Alguna fuente afirma que la joven se llamaba Rose Erskine, otra no menciona su nombre pero afirma que era mexicana, proveniente de Sinaloa. Sin embargo, la versión del Propio Tenney, sobre su canción es la siguiente: 

«...Escribí 'Mexicali Rose' en el viejo Cabaret Imperial en 1923. No hubo nada de particular en las circunstancias. Escribí la melodía al caso y, como la primera frase encajó 'Mexicali Rose', lo demás siguió. A Helen Stone, artista en el Cabaret Imperial, le gustó mucho y ella proporcionó el dinero para la primera edición por lo tanto yo le acredité a ella la letra. La idea del título se presentó de una manera simpática. El Cabaret Imperial tenía una cliente que vivía en Brawley y que visitaba Mexicali seguido. Era una señora mayor y se decía que tenía una casa de asistencia para empleados del ferrocarril en la ciudad (Brawley, Calif.). Parece que seguido venía a Mexicali a celebrar. Siempre nos pedía algunos números de música los cuales nosotros la tocábamos. Una noche de invierno de 1923 llegó al Cabaret un poco pasada de copas. Estaba muy emocionada y llorando. Cuando ella salió del cabaret un compañero que tocaba el saxofón, llamado Jack Haislip, sugirió el nombre 'Rosa de Mexicali' para la música que yo había escrito. Encajó bien la frase. En vista de que nuestra cliente la señora mayor, Rosa, había llorado, la primera línea de la canción fue sugerida. Lo demás es pura ficción...»

 El texto de arriba es un fragmento de una traducción de la carta que Jack Tenney dirigió a un cronista de Mexicali, el Sr. Leonides Márquez Ochoa, el 16 de enero de 1958. 
El 28 de abril de 1968, el entonces presidente municipal de Mexicali, José María Rodríguez Mérida, organizó un homenaje a Jack. B. Tenney en el Teatro del Seguro Social de esa ciudad. En el programa de dicha celebración, se incluyeron algunas piezas musicales compuestas por Tenney, finalizando con: "Mexicali Rose". El homenaje fue un modo de agradecer a Tenney por esta canción que proyectó a Mexicali internacionalmente.

## Letra y versiones
La letra de esta canción habla sobre una despedida, alguien se aleja y consuela a su persona amada diciéndole que volverá y llamándola: "Rosa de Mexicali". Existen algunas variaciones, en las muchas interpretaciones que se han grabado de esta pieza, sin embargo, las dos estrofas básicas pueden escucharse en las versiones interpretadas por Bing Crosby, Gene Autry, Vera Lynn, Burl Ives, Clint Eastwood, Al Martino, Tino Rossi, Lucho Gatica, Mills Brothers,  The Lennon Sisters y de Pepito Arvelo con música de Xavier Cugat.
```
Mexicali Rose stop crying
I'll come back to you some sunny day
Every night you'll know that I'll be pinning
Every hour a year while I'm away

Dry those big brown eyes and smile dear
Banish all those tears and please don't sigh
Kiss me once again and hold me
Mexicali Rose, goodbye.

```

Una traducción directa y muy cercana a lo literal, podría ser la siguiente:
```
Rosa de Mexicali, deja de llorar
Yo volveré contigo algún día soleado
Cada noche, tú sabrás que estaré penando
cada hora del año, mientras esté lejos.

Seca esos grandes ojos marrones y sonrie querida,
esfuma todas esas lágrimas y por favor no suspires.
Bésame otra vez y abrázame.
Rosa de Mexicali, adiós.
```

En las versiones de Jerry Lee Lewis, Teresa Brewer, Slim Whitman, Jim Reeves, Don Walser y Deke Dickerson, entre otras, se cambia la palabra "sigh" (suspirar) por la palabra "cry" (llorar), en la segunda línea de la segunda estrofa. 
Adicionalmente en la versiones de Jerry Lee Lewis y Deke Dickerson de la primera línea se cambia la frase: "stop crying" por "please stop your crying", en la segunda línea la frase "I'll come back to you" por la frase: "I'll come back again", en la tercera línea la frase: "Every night you'll know that I'll be pinning" por la frase "You know dear every hour I'll pinning", sin embargo debido al estilo de estas interpretaciones, en especial la de Lewis, estaban sujetas a la improvisación.
En la versión de Brewer, se cambia, de la cuarta línea de la primera estrofa, la frase: "a year"(del año), por "Oh dear!"(¡oh querida!). En la versión de Don Walser, además se cambia, de la cuarta línea de la primera estrofa, la frase: "a year" (del año), por "the day" (del día), y la palabra "tears" (lágrimas) por la palabra: "fears" (miedos) en la segunda línea de la segunda estrofa. 
Alguna de las primeras traducciones al español de la letra está atribuida a Manuel Sánchez De Lara, músico mexicano de principios del siglo XX. En la Wikipedia en inglés  y también en la Wikipedia en español [2] hay una traducción que se le atribuye:
```
Rosa de Mexicali no llores;
Piensa que muy pronto volveré,
Y que siempre triste sin consuelo,
Cada noche y día yo pasaré,

Seca tus hermosos ojos,
Deja de llorar y suspirar.
Bésame otra vez y estréchame;
Rosa de Mexicali, adiós.
```

Sin embargo, una versión de la canción grabada en español, intitulada "Flor de Mexicali" e interpretada por Lydia Mendoza,  es diferente:
```
Flor de Mexicali, ya no llores
que algún día de sol, yo volveré
todas las noches, tu bien lo sabes,
debo de llorar por tu querer.

Sonríe y sécate los ojos.
deja de llorar y suspirar,
bésame otra vez y duerme,
Flor de Mexicali, adiós...
```

En el libro “Mexicali centenario: una historia comunitaria 1903-2003”, aparece esta versión como uno de los homenajes musicales a la ciudad de Mexicali y en el cual únicamente se acredita a Helen Stone y a Jack Tenney como sus autores.
Existe una versión en alemán de esta canción, interpretada por Fred Bertelmann, quien la grabó como sencillo en 1962. Además hay también muchas versiones donde solo se ejecuta la melodía o música de la canción, entre las cuales mencionaremos la interpretación del Mariachi Nuevo Tecalitlán, la del músico estadounidense William Richard Vaughn, más conocido como Billy Vaughn,, la del trompetista y director de banda Harry James y la del compositor y director de origen italiano y naturalizado británico Annunzio Paolo Mantovani.
Entre los intérpretes resaltan dos, que han sido además reconocidos por sus desempeños en la industria cinematográfica, y son Burl Ives y Clint Eastwood, ambos ganadores del Óscar, el primero como mejor actor de reparto por la película Horizontes de grandeza y el segundo con dos galardones como director y productor de la película Million Dollar Baby.